# Петер Френкель
Петер Френкель (нім. Peter Frenkel; нар. 13 травня 1939) — німецький легкоатлет, який спеціалізувався в спортивній ходьбі.

## Із життєпису
На міжнародній арені представляв НДР.
Виступав на трьох Олімпіадах у шосейній спортивній ходьбі на 20 кілометрів: олімпійський чемпіон (1972); бронзовий олімпійський призер (1976); 10-е місце (1968).
Учасник чотирьох кубків світу зі спортивної ходьби на 20-кілометровій шосейній дистанції: двічі бронзовий призер в індивідуальному заліку (1970, 1975); переможець (1967, 1970, 1973) та срібний призер (1975) в командному заліку.
Посів 4-е місце у шосейній спортивній ходьбі на 20 кілометрів на чемпіонаті Європи (1971).
Чемпіон НДР зі спортивної ходьби на 20000 метрів стадіоном (1970, 1972).
Ексрекордсмен світу (загалом 5 ратифікованих рекордів) у різних дисциплінах спортивної ходьби (20000 м, 30000 м, 2-годинна).
По завершенні спортивної кар'єри став відомим фотографом, виставляв свої роботи на батьківщині та за кордоном, читав лекції з художньої фотографії.
1990 року обраний членом Національного олімпійського комітету Німеччини.
Працював прессекретарем Німецького олімпійського товариства.

## Основні міжнародні виступи
| Рік  | Змагання             | Місто         | Місце | Дисципліна   | Примітки |
| ---- | -------------------- | ------------- | ----- | ------------ | -------- |
| 1967 | Кубок світу з ходьби | Бад-Заров     |       | ходьба 20 км |          |
| 1968 | Олімпійські ігри     | Мехіко        |       | ходьба 20 км |          |
| 1970 | Кубок світу з ходьби | Ешборн        | 3     | ходьба 20 км |          |
| 1971 | Чемпіонат Європи     | Гельсінкі     |       | ходьба 20 км |          |
| 1972 | Олімпійські ігри     | Мюнхен        | 1     | ходьба 20 км |          |
| 1973 | Кубок світу з ходьби | Лугано        |       | ходьба 20 км |          |
| 1974 | Чемпіонат Європи     | Рим           | —     | ходьба 20 км | DNF      |
| 1975 | Кубок світу з ходьби | Ле-Гран-Кевії | 3     | ходьба 20 км |          |
| 1976 | Олімпійські ігри     | Монреаль      | 3     | ходьба 20 км |          |

## Визнання
- Кавалер Ордена «За заслуги перед Вітчизною» II ступеня (1972, 1976)